# 澤田喜子
澤田 喜子（さわだ よしこ、1918年〈大正7年〉 - 2004年〈平成16年〉12月）は、1940年（昭和15年）から1982年（昭和57年）まで恩賜上野動物園に勤務していた人物である。第二次世界大戦開戦前から40年以上同園に勤務し、動物園や動物たち、そして時代の移り変わりを身近に体験してきた。職を退いた後に、同園での見聞や経験を回想録としてまとめた。その回想録は、没後の2010年（平成22年）に『平和を考える わたしの見たかわいそうなゾウ』として今人舎から単行本として発行されている。

## 生涯

### 生い立ち
1918年（大正7年）、東京市下谷区上野花園町（現：東京都台東区池之端）に6人きょうだいの五女として生まれた。生家は上野動物園の裏門に近く、幼少時から朝夕に動物の鳴き声を聞いて育った。1923年（大正12年）9月1日に発生した関東大震災では実家が被災し、上野の山に避難した。幼い彼女は避難してきた人々とともにイチョウの木の下で野宿したことを後々まで鮮明に覚えていた。
子ども時代の遊び場はいつも上野の山で、よく動物園にも行っていた。動物園は澤田にとってなじみ深いもので大好きな場所だったが、大人になってから勤めることになるとは夢にも思わなかったという。
当時の上野動物園は敷地が狭い上に動物の数も少なく、緑の多い園内の木立の間に動物舎が点在しているような状態だった。それでもゾウが3頭（ジョン、トンキー、ワンリー）飼育されていて、園内で一番の人気者であった。
動物園近くに住んでいると、動物の脱走などの事件に遭遇することが時折あった。小学校4，5年生だった1928年（昭和3年）ごろ、脱走したサルが家に侵入して夕飯の魚を失敬していったり、そのおよそ10年後にも脱走したサルに自宅で遭遇したりという経験を持っていた。1936年（昭和11年）には7月25日早朝に発生した上野動物園クロヒョウ脱走事件を身近に経験し、その記憶をのちに書き残している
。

### 上野動物園-戦前と戦中と
澤田は臨時雇いを経て、1940年（昭和15年）5月に上野動物園に採用された。その際の辞令は「管理助手見習を命ず。給与日給一円、上野恩賜公園動物園勤務」というもので、1か月休まずに働いても月給30円であった。担当の仕事は売札・改札所の係で、常に売札担当の女性職員が2人配置され、改札所が2か所付随していた。仕事の分担などの世話をしたのは正門のボックスに詰めている守衛で、そのうちの最古参の1人がその係にあたっていた。売札・改札所の仕事の他には動物園案内所の手伝いに入ることもあって、これは来場者と直接交流することができるため、彼女にとって楽しい仕事であった。
1941年（昭和16年）になると、上野動物園の事務所に長年勤めていた女性職員が結婚のため職を退くことになった。その後、事務係の担当者が澤田に「事務所へきてみてはどうか」と声をかけた。当時の彼女は帳簿に囲まれて働くよりも飼育係になりたいとの思いを抱いていたので（事務所にいっても勤まりそうにない）と思ったが断わるわけにもいかず「どちらでもいい」と答え、5月ごろから事務所庶務課の勤務となった。
庶務課の仕事は刊行物や入場券の払い出し、売上金の計算や事務所に来た客へのお茶出しなどであった。当時の庶務課は主任を入れて7人ほどで、そのうち女性は澤田を含めて3人在籍していた。彼女から見た事務所は常に和やかな雰囲気で、主任を始め気兼ねなどない明るい人々ばかりであった。動物好きの彼女にとってもう1つ心の支えとなったのは、隣が飼育事務所になっていたことであった。当時の飼育事務所は薄暗い建物で農家のように囲炉裏が設えられ、始終たきぎの燃えさしがくすぶっているような場所で、事務所というにはほど遠い感があった。それでも彼女の目には、むしろ飼育係の人々がいるのにふさわしく素朴で好ましい場所に思えたという。飼育事務所の隣には動物たちのエサを作る調理場があり、早朝から活気があった。
同年6月、澤田は管理助手に昇進し、日給1円20銭の待遇となった。時代は戦争へと急速に傾斜し、1941年（昭和16年）7月には動物園園長の古賀忠道が臨時招集され、飼育課長を務めていた福田三郎が園長代理となった。同年日本時間12月8日の未明に日本軍は真珠湾攻撃を実行した。このときの臨時ニュースを澤田は事務所内で同僚とともに聞き入っていた。彼女はニュースを聞きながら（日本はこれから、米英相手に戦争をして勝てるのだろうか、わたしたちはどうすればよいのか、動物園は…）などいろいろなことを思い浮かべていた。
動物園にも戦争の影響が徐々に及んできた。職員たちに赤紙が届いて出征していったのを始め、空襲に備えるために特設防護団が結成された。防空訓練がたびたび実施され、澤田などの女性職員たちは入園者の避難誘導や救護を担当する班を結成した。それでも開戦初期は「外地」での戦いだったため、一般の人々には緊迫感がなく動物園の入場者数も以前と変わりなかった。ただし、来園してきた人々の服装はみな地味なものとなり、華美なものや目立つものは少なくなっていた。
1942年（昭和17年）に入ると、戦況は徐々に悪化していった。3月から4月になると、日本本土にも頻繁に敵機が飛来してそのたびに空襲警報が発令されるようになった。当時の澤田には知る由もないことではあったが、翌1943年（昭和18年）8月16日に東京都長官大達茂雄から「1か月以内にゾウと猛獣類を射殺せよ」という命令が伝達された。
そのころ、朝方に澤田が売札所に向かっていたところに飼育係の1人から「ゾウ舎のところにはやくいくといいよ。菅谷さんがまっているから」という伝言を受けた。菅谷さんとは象の飼育を担当していた菅谷吉一郎のことで、澤田とも懇意な間柄であった。菅谷が担当していたメス象のトンキーとワンリーも澤田の顔を見覚えていて、彼女が近くに来ると鼻を振って挨拶などをしてくれたり、日課となっていた園内の散歩では案内所に立ち寄っておやつのサツマイモをもらったりしていた。澤田がゾウ舎にたどり着くと、菅谷は「トンキーとワンリーも、もうみんなに会えなくなるかもしれないから、記念に写真をとろうと思ってね」と言って、澤田と同様に集まってきた女性職員たちを2頭の前に並べて写真を撮影した。澤田はトンキーとワンリーがほかの動物園に疎開するものかと思っていて、実際2頭とも普段と変わりない様子で機嫌もよかった。しかし、これがトンキーとワンリーの最後の写真になった。
戦況は悪化の一途をたどり、飼育係の人々はあまり話をしなくなった。彼らは口こそ悪いけれど素朴て気持ちのいい人ばかりで、しばしば冗談を言って澤田たちを笑わせてくれていたが、次第に笑いまでが消えていった。そして澤田は飼育係の人々が勤務終了後に配給の酒を飲む姿をよく見かけるようになった。同年8月29日、動物園の閉園時間が迫ったころに澤田は「ゾウ舎のほうでドスン！という音がした」という話を聞いた。彼女はその話にオス象のジョンが死んだことを直感した。その後9月末までに、ワンリーとトンキーも死亡した。2頭の死亡前、澤田は象の飼育を担当していた菅谷と渋谷信吉がその状態を見るに見かねて水入りのバケツを運んでいくのを目の当たりにしている。
園内は動物の種類も数も減って寂しいものになっていたが、それでも人々は空襲警報の合間を見て子供連れで動物園を訪れていた。1944年（昭和19年）に入ると、戦況はさらに悪化した。澤田と懇意だった売札係の女性職員が田舎に疎開するなど、動物園の人員は次第に少なくなった。何とか残った人員で耐えるしかなかったが、翌1945年（昭和20年）には空襲の度合いが激しさを増し、動物園も臨時閉鎖をするようになった。
同年3月の東京大空襲では、不忍池北側の産業会館という建物に焼夷弾が落とされた。この空襲で不忍池の中にある弁天堂にも延焼し、さらには澤田の生家がある上野花園町も危険な状態となった。澤田は祖母とともに上野の山の登り際にあった防空壕に避難した。このときには動物園自体は被害を免れたが、三河島方面に居住していた職員が火の手を避けて動物園に避難してきていた。澤田はすぐに自宅へと戻り、当座の必要物品を集めてその職員に渡している。4月13日夜の空襲では動物園も被害を受け、ゾウ舎が炎上した。澤田は祖母を避難させた後、動物園に駆けつけた。このときのことについて、澤田は次のように書き残している。

### 戦後間もなくの上野動物園
1945年（昭和20年）8月15日、第二次世界大戦が終わった。澤田が敗戦を実感したのは、同年8月30日にダグラス・マッカーサーが連合国軍最高司令官として厚木飛行場に降り立った際の写真を新聞で見たときであった。9月に入ると、召集されていた古賀園長が動物園に復帰してきたのを始め、飼育係や事務職員の復員や疎開先からの帰還が続いた。
人員が戻ってきても、動物園は連日の空襲などの影響で荒廃していた。澤田たちの仕事に、園内の掃除とともにはびこっていた芋づるや雑草の刈り取りが加わり、刈り取ったものは動物の飼料となった。都内の中学生たちも園内の掃除を手伝い、防空壕も埋め戻されて園内の整備は進んでいった。ただし、動物たちは種類も数も少ないままで、戦時猛獣処分の対象外だったキリンやラクダ、サル、さらに家畜のブタや鳥類がいる程度であった。そのような状況であっても、動物園は敗戦ですさんだ人々の心をいやす憩いの場としての役割を果たしていた。
終戦直後、動物園の入園者は1日平均で130人くらいであった。9月に入ると一気に増えて1日平均570人となった。1946年（昭和21年）になると、無料で入場できる進駐軍の兵士たちが加わって1日の平均は2300人以上に達した。食糧事情はまだ好転せず、上野駅や上野公園は家のない人々のたまり場と化していた。その中には親を失った子どもたちや戦地で手足を失った傷痍軍人たちなどがいて、澤田は（戦争はいつの世も、弱いものが犠牲になるのだ）との思いを抱いている。
入場者はその後も増え続け、戦時中には年間29万人だったものが1946年から1947年にかけてはその5倍近くになった。そのころ、動物園ではエサ不足の解決策としてカボチャの種子や干し草などを入場券と交換する取り組みが始まった。無料入場券と引き換えできるのは、カボチャの種子1合（約180ミリリットル）、干し草200匁（1匁は3.75グラム）、青草1貫目（3.75キログラム）であった。この取り組みは好評で迎えられ、朝から開園と同時に子どもも大人もカボチャの種子などを持参してきた。案内所に設けられた交換所は大忙しの状態になったため、売札所を担当していた澤田も休憩時間に手伝いに出ている。さらに、戦時中から動物園で飼育していたブタ・ニワトリ・アヒルを一般の人向けに抽選で有料配布することになった。
1948年（昭和23年）、園内に「子ども動物園」が開園した。その次はおサルの電車が計画され、「運転手」には子ども動物園にいたメスのカニクイザルが選ばれた。このサルは、公募で「チーちゃん」と命名された。1949年には園内の拡張が始まり、それに伴っておサルの電車は移転し、運転手もチーちゃんを含めて5頭のサルが1-2時間交代で務めるようになった。電車の定員が増えて大人の乗客も乗れるようになったため、電車はいつも順番待ちの満員状態であった。おサルの電車には人気を集め、さらに入園者が増えた。1952年（昭和27年）ごろには管理課の人員も5名に増員され、お花見や日曜日などの繁忙期にはアルバイトを雇うほどになった。澤田はおサルの電車の乗客が増えるにつれて訓練にあたる担当者の苦労を思いやるとともに、運転するサルたちも苦痛ではないかと思ったという。
1949年（昭和24年）に第1期の工事が始まった上野動物園の拡張区域には、動物園の裏門から塀沿いに上野の山へと登る道が含まれていた
。この道が通行できなくなると、上野公園や上野駅への近道がなくなるため、近隣の住民から反対運動が起こった。同じ町内に住む澤田もこの計画には絶対反対であり、子どものころからの思い出がぷっつりと切れてしまうような悲しい気持ちになったという。しかし同時に上野動物園に勤務している身として心中は複雑であった。この問題は動物園側が「園内通り抜け門鑑」を発行することでひとまずの解決を見た。
同年には不忍池北側への拡張工事が始まったが、同時期に不忍池を埋め立てて野球場にするという話が出たため反対の声が各所から上がった。反対運動には地元の上野観光連盟、国立科学博物館、東京芸術大学や上野動物園の職員で構成された上野公園文化会が加わり、南原繁や梅原龍三郎などの著名人もそれを支援した。不忍池の埋め立てが断念されると，次に持ち上がったのは産業博覧会会場の焼け跡と不忍池北側の区画を合わせて8000坪の野球場を建設するという計画であった。この区画には、澤田の住む町も含まれていた。この計画には動物園側も困惑し、近隣住民も反対運動に立ち上がったため結局廃案となった。その後、不忍池北側は再度の拡張工事を行うことになり、今度は池之端七軒町（現：台東区池之端二丁目）や茅町（現：台東区池之端一・二丁目）の住民が上野駅への道をふさがれてしまうことになったため、当然反対運動が起こった。それに対して動物園側は5か所の門を設置して、地元住民は無料で通行できるように計らっている。
1949年（昭和24年）5月ごろ、東京都が動物園や博物館の入場料に対して6割の入場税をかけるという話が持ち上がった。澤田の記憶ではこの話は突然出たことであり、動物園の職員組合は導入反対の運動を始めた。デモ隊が結成され、林寿郎、小森厚、西山登志雄などがデモ隊を先導した。デモ隊のメンバーには人間だけではなく、ロバや木曽馬が加わり、プラカードを掲げた馬車にはタヌキやサルが乗車した。上野から日比谷公園を歩きぬいたこのデモ隊は、動物たちの参加が功を奏して入場料断念という成果をあげている。

### 上野動物園の復興とその後
上野動物園は第二次世界大戦の影響で動物の種類も数も減り、終戦後は園内の整備や園域の拡大に努力する一方で、動物類の補充にも苦心を強いられた。当時は食糧事情が厳しいうえに、GHQの了承がなければ動物の入手もままならない時期であった。
1949年（昭和24年）、ユタ州ソルトレークシティーの市長からマッカーサー元帥あてに「上野動物園とアメリカの動物の交換をしたい」という申し入れがあった。同年6月、ライオンのメス2頭、ピューマとコヨーテがそれぞれ1つがい、そしてスカンクやコンゴウインコなどが来園した。来園当日はあいにくの小雨模様であったが、地元の小中学生が日米両国の小旗を振って歓迎した。同年9月にはソルトレークシティーのホーグル動物園からライオンのオス1頭が来園し、人々の人気を博した。
動物園はかつての姿に少しずつ戻っていった。しかし、第二次世界大戦前からの人気者だった象の不在が重くのしかかってきた。子どもたちからの象がほしいという声が次第に広がり、それに答えたのがインドの首相ネールであった。ネールは象を平和の使節として日本の子どもたちに贈ることを約束し、GHQもそれに応じて1949年（昭和24年）7月に正式に輸送許可を与えた。動物園では直ちにゾウ舎建設工事に取りかかった。インド側は日本への使節となる象を選抜し、15歳になるメス象に決めた。その象はネールの令嬢と同じくインディラと命名された。
インディラは同年9月25日の午前2時40分に上野動物園に到着した
。動物園の正門前には芝浦などからインディラの後をついてきた人々が大勢居残り、そのまま開園を待っていた。彼らは開園と同時にゾウ舎へと押し寄せ、午前11時過ぎには入園者が4万人を突破した。そのため売札を担当していた澤田たちも入場券の補充に忙殺された。
インディラには本国から象使いが2人付き添ってきた。2人は動物園の閉園後に日本人の飼育係でもインディラを調教できるようにとの配慮から訓練を行っていた。澤田もその訓練をしばしば見に行き、2人の象使いからインドの話を聞くなどしているうちに次第に打ち解けていった。やがて2人がインドに帰国することが決まり、11月29日に送別会が行われた。翌日2人は神戸港に向かい、12月1日に帰国した。当日のインディラの飼育日誌には、次のように記されていた。この日誌を読んだ澤田は、彼らの心情を思って涙している。

動物園にはインディラの到着より3週間ほど早く、タイからメスの子象で2歳半になる「はな子」が到着していた。澤田の目にもとてもかわいい子象であったが、困ったことに急造のゾウ舎はインディラの体格に合わせて造られていた。そのため柵の間隔が広く開いていたため、動物園側は急遽すき間にもう1本鉄棒を入れるなどの対応に追われた。はな子は実際に脱走騒ぎを起こしたこともあったが、1954年（昭和29年）3月に井の頭自然文化園に移動している。
澤田が在職12年を迎えたころ、上野動物園の70周年記念祭が行われることになった。記念祭の開催期間は1952年（昭和27年）3月20日から同年5月11日までで、澤田が勤め始めてから初めて迎える大規模な行事であった。この開催期間中、旧正門の二本杉原（現・東京都美術館付近）が臨時会場となり、仮の売札所が設置された。彼女は当分の間仮の売札所に配置された。大野外劇場や鹿苑舞台などでインディラの碁盤乗りやチンパンジーのスージーやアシカのポチなどの繰り広げるショーが展開された。さまざまな催しものの中で、特に人気となったのは「ライオンショー」であった。ショーのためにアメリカからディック・クレメンスとアンナ・ゲイツという2人のトレーナーが来園し、8頭のライオンとともにショーを披露した。後には動物園側から西山登志雄と岡田浩がトレーナーとして加わった。澤田は休憩の合間を見て2人のショーを観に行ったことがあった。ショーは10分間の長さではあったが、彼女は万一の失敗などないように願い続けた。成功のうちにショーが終了した後も、彼女はしばらく会場に残っていた。西山と岡田がショーに加わって日の浅い時期に「ショーを見せる時間はわずか十分間だが、ショーを演じている者にとっては、一時間くらいに感じるんだ」と言っていた言葉をそのとき思い返したという。
1954年（昭和29年）から1959年（昭和34年）にかけて、不忍池分園ではアフリカ生態園の工事が行われた。アフリカ生態園開園前は不忍池分園まで足を運ぶ来園者は少数であったが、アフリカ生態園が開園すると必然的に来園者が増えてきた。1954年（昭和29年）ごろ、不忍池分園には花園門、東照宮門、弁天門の3か所に売札所があった。そのうちの弁天門は動物園のもっとも外れに位置していたため、ここの売札所の勤務になると「すみに追いやられた」気分になったというが、その代わりに冬の朝などはカルガモの家族が我が物顔で行進しているのをよく見かけるなど、豊かな自然と触れ合うことができた。1957年（昭和32年）2月に懸垂式モノレールが動物園の本園と不忍池分園を結ぶ交通機関として開通し、その後は本園を東園、分園を西園と呼ぶようになった。
時代は下って1972年（昭和47年）には子ども動物園の移転やジャイアントパンダ来園と公開があった。そして1974年（昭和49年）6月30日のおサルの電車廃止など、上野動物園は徐々に変わっていった。おサルの電車廃止について澤田は「終戦直後の入園者数なら、おサルものんびり運転できるから退屈しなくてよかったのですが、こういそがしくなっては、動物の身になって考えなくてはならないにちがいありません」と廃止に賛意を述べている。
澤田は1982年（昭和57年）に上野動物園を退職した。職を辞したのち、彼女は上野動物園での見聞や経験を回想録としてまとめた。その中で40年以上にわたる動物園での経験を振り返って、次のように記述している。
澤田は2004年〈平成16年〉12月に死去した。彼女の回想録は、没後の2005年（平成17年）に上野動物園で開催された戦後60年企画展にて公開されている。

## 人物 -仕事のプライド-
澤田は動物園に勤めて間もない時期に、「わたしは動物が好きだから、飼育係になりたいと思っているんですけど」と年配の飼育係に尋ねてみたことがあった。その飼育係は「そんな甘い考えはやめたほうがいいよ」と諭し、体力面や相手が生き物であることから自分の具合が悪くなっても休むわけにはいかないうえに、いくつもの動物舎を担当しなければならないことなど、傍目よりずっと大変な仕事であることを説明してくれた。飼育係の人々はその仕事にプライドを持っているように見え、彼女自身も動物園勤務にプライドを持たなければいけないとの思いを抱いている。
のちに事務所で最古参の女性職員が結婚退職し、次いで前から在職していた女性職員たちも数名が退職していった時期があった。結婚のための退職かと澤田が思っていたところ、どうもそうではないことがわかってきた。その理由は、女性が長く勤めていると世間から「売れ残り」と言われるからであった。そのことについて彼女は「女の人が働いてはなぜいけないのか」と疑問に思っていた。
やがて事務所の女性職員の中で、第二次世界大戦前からの在職者は澤田のみとなった。顔なじみの仲間がいなくなっていくことは彼女にとってさみしいものであったが、戦後の混乱期に弱気になっては暮らしていけないという思いを新たにして働き続けた。新しく入ってきた若手職員の中で浮いてしまいそうな自分を感じたこともあったというが、彼女はその中に思い切って飛び込んでみた。その日々の中で落ち込むこともあったが、彼女の救いになったのは飼育係の人々の気づかいであった。澤田が憂鬱そうな顔をしていると、彼らは綺麗な鳥の羽根をくれたり、動物園内で小鳥やスズメの巣のありかを教えてくれたりといろいろと配慮してくれていた。
澤田は飼育係の人々について「飼育係の人々はみんな個性があって素朴で、そんなところがわたしにとっては何となく魅力に感じられたのです。わたしが動物園をやめられない理由は、こんなところにあったのかもしれません」と評している。

## 著書『平和を考える わたしの見たかわいそうなゾウ』
澤田は存命中、地元について「上野・谷根千研究会」や「しのばず自然観察会」などの活動に協力し、上野動物園や不忍池などについて随想を寄稿したり、地元の古伝について語ったりしていた。そして生涯の節ですでに述べたとおり、澤田は上野動物園での見聞や経験を回想録としてまとめていた。彼女の生前にはこの回想録は公にされず、そればかりか「自分が死んだら、この原稿も一緒にお棺にいれて焼いてほしい」と言い残していた。
その原稿の存在に気づいたのは、澤田の告別式に参加した小宮輝之であった。小宮の要請によって原稿は焼失を免れることとなり、2005年（平成17年）に上野動物園で開催された戦後60年企画展で公開されている。2010年（平成22年）、澤田の回想録をもとに事実関係の確認と修正を行ったうえで『平和を考える わたしの見たかわいそうなゾウ』として今人舎から単行本として発行された。
本の構成は澤田の幼少期を描いた「はじめに」で始まり、ついで一章「戦前から戦中」、二章「戦後の復興と動物園」と続く。三章は「仕事のプライド（結びにかえて）」で、澤田の上野動物園での職歴に加えて仕事に対する考え方と経験から得たそのプライドを記述している。
この本の出版が実現したのには、村松真貴子（フリーアナウンサー）の働きかけがあった。上野動物園での戦後60年企画展のイベントで、村松は澤田の回想録から一部を朗読した。その内容に彼女は深い感銘を受け、「これをなんとか本にして、一人でも多くの子どもたちに読んでほしい」という強い思いを抱いた。それは今では動物がいるのが当たり前になっている動物園に、このような辛い歴史があったことを知ることによって、平和に対する意識が深まると考えたからであった。本の発刊後は、村松は各地の朗読会でこの本を取り上げ続けている。
2024年（令和6年）に発行されたアンソロジー『作家とけもの』（野村麻里編、平凡社刊）に、『平和を考える わたしの見たかわいそうなゾウ』の中から「動物園をおそう悲劇」（一章「戦前から戦中」より）が収録された。野村は解説で「動物たちを処分するのが辛くて、酒を飲むようになった飼育員や、動物園に来ることができなくなった飼育員がいた、などという、（『かわいそうなぞう』などの）絵本には書かれなかったくだりはリアルで、胸を打つ」と称賛した。